# 天主教薩格勒布總教區
天主教薩格勒布總教區（拉丁語：Archidioecesis Zagrebiensis）是羅馬天主教以克羅地亞首都薩格勒布為中心的一個教省總教區。下轄兩個教區，其中一個是拜占庭禮教區。
設於1093年，1852年12月11日升為總教區。2010年有教友1,101,900人，佔轄區總人口89%。教區下轄203個堂區，有568名司鐸。現任總主教為約西普·波扎尼奇樞機。